# ردنهال ویت هارلستون
longitudeردنهال ویت هارلستونlatitudeردنهال ویت هارلستون
ردنهال ویت هارلستون (به انگلیسی: Redenhall with Harleston) یک روستا و شهرک در بریتانیا است که در انگلستان واقع شده‌است.

## خصوصیات
ردنهال ویت هارلستون ۱۳٫۷۳ کیلومترمربع مساحت و ۴٬۰۵۸ نفر جمعیت دارد.